# 楊柟
楊柟（1533年—？），字仲木，雲南大理府太和縣人，民籍，明朝政治人物。

## 生平
雲南鄉試第八名舉人。嘉靖四十一年（1562年）中式壬戌科會試第二百八十六名，二甲第七十名進士。

## 家族
曾祖楊勳，贈知府；祖父楊珮，知府；父楊汝為，母陽氏。慈侍下。弟杨楫。